# Titularbistum Gauriana
Das Bistum Gauriana (italienisch diocesi di Gauriana, lateinisch Dioecesis Gaurianensis) ist ein Titularbistum der römisch-katholischen Kirche. 
Es geht zurück auf einen untergegangenen Bischofssitz in der Stadt gleichen Namens in Numidien, einer historischen Landschaft in Nordafrika, die weite Teile der heutigen Staaten Tunesien und Algerien umfasst.
| Titularbischöfe von Gauriana |                               |                                           |                  |                  |
| Nr.                          | Name                          | Amt                                       | von              | bis              |
| 1                            | Ernesto Aurelio Ghiglione OFM | Apostolischer Vikar von Benghazi (Libyen) | 15. Juli 1951    | 8. Juni 1964     |
| 2                            | Teresio Ferraroni             | Weihbischof in Mailand (Italien)          | 7. Dezember 1966 | 1. November 1974 |
| 3                            | Teodoro C. Bacani (jr.)       | Weihbischof in Manila (Philippinen)       | 6. März 1984     | 7. Dezember 2002 |
| 4                            | Joseph Louis Jean Boishu      | Weihbischof in Reims (Frankreich)         | 21. Januar 2003  |                  |

## Weblink
- Eintrag zu Gauriana auf catholic-hierarchy.org